# Ород I (цар Парфії)

Ород I (парф. Urūd)(80 р. до н. е. — 77 р. до н. е.) — парфянський династ, відомий з нумізматичних пам'яток та вавилонських хронік. Єдиної думки щодо походження, років правління та місця Орода серед правителів-Аршакідів наразі немає.
У вавилонському календарі Орода вперше згадано у квітні 80 р. до н. е., згадано не виключно як Аршака, а як Орода Аршака, що дає підстави для різноманітних інтерпретацій тогочасних подій.
Будь-яких відомостей щодо діяльності Орода немає, відомо лише те, що Парфянське царство в цей час полинуло у глибоку кризу — окрім територіальних втрат як на західних, так і на східних кордонах у Парфії в цей час було декілька претендентів на верховну владу.
Вже у 77 р. до н. е. владу у Парфії захопив Сінатрук.